# Juan Ramón López Muñiz
Juan Ramón López Muñiz (Gijón, 2 november 1968) is een Spaans voetbaltrainer en voormalig voetballer. Hij speelde doorgaans als centrale verdediger.

## Spelerscarrière
- 1991-1996 Sporting de Gijón
- 1996-1999 Rayo Vallecano
- 1999-2002 CD Numancia

## Trainerscarrière
- 2006-2006 UD Marbella
- 2006-2008 Málaga CF
- 2008-2009 Racing de Santander
- 2009-2010 Málaga CF
- 2010-2014 Dnipro Dnipropetrovsk (assistent-coach)
- 2015-2016 AD Alcorcón
- 2016-201803 Levante UD

1 Vegas ·
2 Son ·
3 Toño ·
4 Pier ·
5 Radoja ·
6 Duarte ·
7 León ·
9 Roger ·
10 Bardhi ·
11 Morales  ·
12 Malsa ·
13 Fernández ·
14 Vezo ·
15 Postigo ·
16 Rochina ·
17 Vukčević ·
18 De Frutos ·
19 Clerc ·
20 Miramón ·
21 Gómez ·
22 Melero ·
23 Coke ·
24 Campaña ·
25 Doukouré ·
34 Cárdenas ·
Coach: López